# Аралкишлак
Аралкишлак (каз. Арал қыстақ) — село в Меркенском районе Жамбылской области Казахстана. Входит в состав сельского округа Андас батыра. Код КАТО — 315441200.

## Население
В 1999 году население села составляло 426 человек (207 мужчин и 219 женщин). По данным переписи 2009 года, в селе проживали 463 человека (224 мужчины и 239 женщин).